# Waematau manawatahi
Waematau manawatahi är en kräftdjursart som beskrevs av Duncan 1994. Waematau manawatahi ingår i släktet Waematau och familjen tångloppor. Inga underarter finns listade i Catalogue of Life.